# Jumpei Furuya
Jumpei Furuya –en japonés, 古谷純平, Furuya Jumpei– (18 de mayo de 1991) es un deportista japonés que compite en triatlón. Ganó dos medallas en los Juegos Asiáticos de 2018, y cinco medallas en el Campeonato Asiático de Triatlón entre los años 2015 y 2021.

## Palmarés internacional
| Juegos Asiáticos    | Juegos Asiáticos      | Juegos Asiáticos  | Juegos Asiáticos |
| Año                 | Lugar                 | Medalla           | Prueba           |
| ------------------- | --------------------- | ----------------- | ---------------- |
| 2018                | Palembang (Indonesia) | Medalla de oro    | Individual       |
| 2018                | Palembang (Indonesia) | Medalla de oro    | Relevo mixto     |
| Campeonato Asiático |                       |                   |                  |
| Año                 | Lugar                 | Medalla           | Prueba           |
| 2015                | Nueva Taipéi (Taiwán) | Medalla de oro    | Relevo mixto     |
| 2015                | Nueva Taipéi (Taiwán) | Medalla de bronce | Individual       |
| 2017                | Palembang (Indonesia) | Medalla de oro    | Individual       |
| 2017                | Palembang (Indonesia) | Medalla de oro    | Relevo mixto     |
| 2021                | Hatsukaichi (Japón)   | Medalla de bronce | Individual       |